# 870
| [ Edytuj tabelę ]          |                                            |
| Król Anglii                | - 866 Ethelred I 871                       |
| Hrabia Aragonii            | - 867 Aznar II Galíndez 893                |
| Hrabia Barcelony           | - 865 Bernard z Gocji 878                  |
| Cesarz Bizancjum           | - 867 Bazyli I Macedończyk 886             |
| Chan Bułgarii              | - 852 Borys I Michał 889                   |
| Cesarz Chin                | - 859 Tang Yizong 873                      |
| Książę Czech               | - 850 Gościwit 870 - 870 Borzywoj I 889    |
| Władca Egiptu              | - 868 Ahmad Ibn Tulun 884                  |
| Król Franków wschodnich    | - 855 Ludwik II Niemiecki 875              |
| Król Franków zachodnich    | - 843 Karol II Łysy 877                    |
| Cesarz Japonii             | - 858 Seiwa 876                            |
| Kalif                      | - 869 Al-Muhtadi 870 - 870 Al-Mu’tamid 892 |
| Król Khmerów               | - 850 Dżajawarman III 877                  |
| Patriarcha Konstantynopola | - 867 Ignacy I 877                         |
| Król Leónu                 | - 866 Alfons III Wielki 910                |
| Król Mercji                | - 852 Burgred 874                          |
| Król Nawarry               | - 851 García Íñiguez 880                   |
| Papież                     | - 867 Hadrian II 872                       |
| Hrabia Portugalii          | - 868 Vimara Peres 873                     |
| Cesarz rzymski             | - 850 Ludwik II 875                        |
| Książę Saksonii            | - 866 Bruno 880                            |
| Król Szkocji               | - 862 Konstantyn I 877                     |
| Doża Wenecji               | - 864 Orso I Partecipazio 881              |
| Książę wielkomorawski      | - 846 Rościsław 870 - 870 Sławomir 871     |

Rok 870 / DCCCLXX
stulecia: VIII wiek ~
IX wiek ~
X wiek

lata: 860 «
865 «
866 «
867 «
868 «
869 «
870
» 871
» 872
» 873
» 874
» 875
» 880

## Wydarzenia
- 28 lutego – na VIII soborze powszechnym w Konstantynopolu ekskomunikowano Focjusza. Zakończyło to trwającą od 863 roku schizmę Focjusza.
- 8 sierpnia – zawarto traktat w Meerssen – porozumienie sukcesyjne pomiędzy synami Ludwika I Pobożnego, Karolem II Łysym a Ludwikiem II Niemieckim, mające zastąpić traktat z Verdun. Podział Lotaryngii pomiędzy Karola Łysego i Ludwika Niemieckiego.
- 31 grudnia – zwycięstwo wojsk anglosaskich nad duńskimi najeźdźcami w bitwie pod Englefield.

- Świętopełk władcą państwa wielkomorawskiego.
- Malta została zdobyta przez Arabów.
- Bernard Mędrzec odbył swą podróż do Ziemi Świętej.

## Zmarli
- Al-Kindi, arabski filozof